# Kovács Kálmán (jogász)
Kovács Kálmán (Kisgyőr, 1913. november 1. – Budapest, 1991. január 23.) jogász, az állam- és jogtudományok kandidátusa, egyetemi tanár, politikus.

## Életpályája

### Korai évei
A Borsod vármegyében található Kisgyőrött született. 1932-ben, miután a kisújszállási református gimnáziumot elvégezte, a Magyar Királyi Tisza István Tudományegyetem Bölcsészettudományi Karára iratkozott be, francia-német-magyar szakra. Pár év múlva azonban a kultuszminiszter úgy határozott, hogy a tanárok csak igazgatójuk engedélyével vehetnek részt bármilyen politikai mozgalomban és tevékenységben, így 1935-ben átiratkozott a jogi karra, ahol aztán 1939-ben (más forrás szerint 1943-ban) jogi doktorátust szerzett. Közben 1933–1934 között a Radikális Párt tagja volt, de 1936-tól már a KMP-vel működött együtt, ahol 1945. májusában a Központi Vezetőség tagjává is megválasztották. A második világháborúban is szolgált, előbb a határőrségnél, majd 1942-ben a keleti fronton, de 1944-ben az újabb behívója ellenére nem vonult be, így bujkálni kényszerült. Mindezen tevékenységeivel párhuzamosan, 1941-től egy biztosítótársaságnál dolgozott tisztviselőként. 1944-ben lett Kisújszállás városi főjegyzője és a helyi KMP párttitkára is. Később Debrecenbe ment, ahol az Ideiglenes Nemzetgyűlés képviselőjévé választották. Még az Ideiglenes Nemzeti Kormányban is helyet kapott, az Igazságügyminisztérium politikai államtitkára volt 1945. november 21-ig. Innen Jász-Nagykun-Szolnok vármegye főispáni székébe került a távozni kényszerült Baráth Endre helyére.

### Főispánsága
Kovács Kálmán főispáni beiktatása után megszűntek az utcai tömegtüntetések, bár elődjéhez hasonlóan neki sem volt egyszerű a budapesti élelmiszerigényeket úgy teljesíteni, hogy közben vármegyéjében se legyen nélkülözés. A vármegye élén a helyi közellátás mellett a Szolnoki vasúti Tisza-híd újjáépítésének irányítása és a szolnoki gyermekkórház áthelyezési és felszerelési munkálatai foglalták le. Kovács felsőbb utasításra 1946. márciusában egy körlevélben elrendelte, hogy minden olyan tisztviselőt, aki ellen tüntetés volt, előzetes bizonyítási eljárás nélkül állásukból azonnal fel kell függeszteni. 1946. tavaszától azonban a viharos időszakban már Kovács sem kerülhette el a népszerűségcsökkenést. Az ekkortól mind erősebben jelentkező vetőmaghiány és közellátási zavarok hatására már nem csak a KMP utasítására vonultak az utcára az emberek egy-egy tisztviselő elleni tiltakozsként, hanem saját szervezésben is tüntettek. A vármegyében több helyütt is, például Tószegen, Jásztelken és Pusztamizsén is az éhezők és vetőmag nélkül maradt gazdák a magtárak feltörését követelték. A főispán ekkor már nem tudott gátat vetni az elszabadult indulatoknak, így kiadott egy rendeletet, melyben felmentette a helyi nemzeti és termelési bizottságokat a felelősség alól, ha az éhezők az erőszaktól sem riadnak vissza. Ezt követően csak arra kötelezte ezen szervezeteket, hogy jegyzőkönyvet vegyenek fel arról, hogy mennyi vetőmagot osztottak ki. Az 1946-os rendkívül aszályos év második felében a hasonló indulatok csak fokozódtak. A vármegye települései a felsőbb hatóságokat már arra kérték, hogy kölcsön vagy segély formájában utaljanak ki vetőmagot. A pengő hiperinflációja miatt azonban pénzük sem volt arra, hogy a szabadpiacon szerezzék be a hiányzó mennyiséget, ugyanakkor még az is kétséges volt, hogy az aszálykárt egyáltalán hivatalosan el tudják-e ismertetni. A forint augusztusi bevezetése utáni stabilizáció és központi árszabályozás után a mezőgazdaságból újabb tőkekivonást eszközölt a kormányzat, hogy az ipari termelésbe irányítsa azt át, így a mezőgazdaságból élők helyzete még rosszabbra fordult. Ez természetesen az FKGP népszerűségét hihetetlen magasságokba emelte, ami a KMP-t kényszerhelyzetbe hozta. Kovács főispáni széke ekkor komolyan megingott. Végül a kommunisták hivatalosan is zászlajukra tűzték a szocializmus megvalósítását, és november 10-én a Rákosi Mátyás részvételével a szolnoki városháza előtt lezajlott nyilvános nagygyűlésen került bejelentésre, hogy Kovács helyett az új „parasztfőispán” Földi István lesz.

### Budapesten
Kovács Kálmán 1946. október 15-én, azaz még főispánsága alatt a Közlekedés és Postaügyi Minisztériumban előbb osztályfőnök lett, majd az Elnöki Osztály, később pedig az Elnöki Főosztály vezetője lett. Ezután az Igazgatási és Szervezési Főosztályt és a minisztériumi titkárságot is vezette. 1954-ben Erdei Ferenc igazságügyminiszter javaslatára az igazságügyi tárcához került annak ellenére is, hogy nem mindenki értett ezzel egyet az MDP Központi Vezetőségében. Még abban az évben a Népköztársaság Elnöki Tanácsa a miniszter első helyettesévé nevezte ki. 1954–1955 között a Magyar Jogász Szövetség elnöke is volt. 1957-ben a személyi változások következtében felmentették a minisztériumi állásából Nezvál Ferenc és Földes László javaslatára, ugyanakkor az MSZMP Központi Bizottsága már korábban javasolta elmozdítását, és ezzel egyidejűleg a Művelődésügyi Minisztérium Színházi Osztálya élére javasolta, amit aztán az illetékesei el is fogadtak. Ettől az állásától 1959. július 15-én vált meg.
1951–1957 között elvégezte a Lenin Intézetet, majd az ELTE Bölcsészettudományi Karának esti tagozatán magyar-orosz szakos középiskolai tanári oklevelet szerzett. Régi barátja, a volt miniszter Molnár Erik javaslatára jogtörténettel kezdett foglalkozni. 1959. július 15-től végre teljesült régi vágya, az ELTE Állam- és Jogtudományi Karán egyetemi tanárrá, a magyar állam- és jogtörténeti tanszék vezetőjévé nevezték ki. 1969-ben megvédte kandidátusi disszertációját. 1983-ban vonult nyugállományba.

## Művei
- A magyar büntetőjog és büntetőeljárási jog története 1848-től 1944-ig, Budapest, 1971
- A magyar állam és jog fejlődése, Budapest, 1981
- Zur Geschichte des ungarischen Strafrechts und Strafprozessrechts 1000-1918, Budapest, 1982

Ezeken kívül megannyi mű szerkesztője, de több tankönyvet, tanulmányt, kisebb cikket és recenziót is írt.

## Kitüntetései
- A Köztársasági Elnök Elismerésének Koszorúja (1946)
- Magyar Szabadság érdemrend ezüst fokozat (1947)
- Szocialista Hazáért érdemrend (1967)
- Felszabadulási Jubileumi Emlékérem (1970)
- Munka Érdemrend arany fokozat (1970, 1973)
- Szocialista Magyarországért érdemrend (1978)
- Munka Vörös Zászló érdemrendje (1983)